# Blues shouter

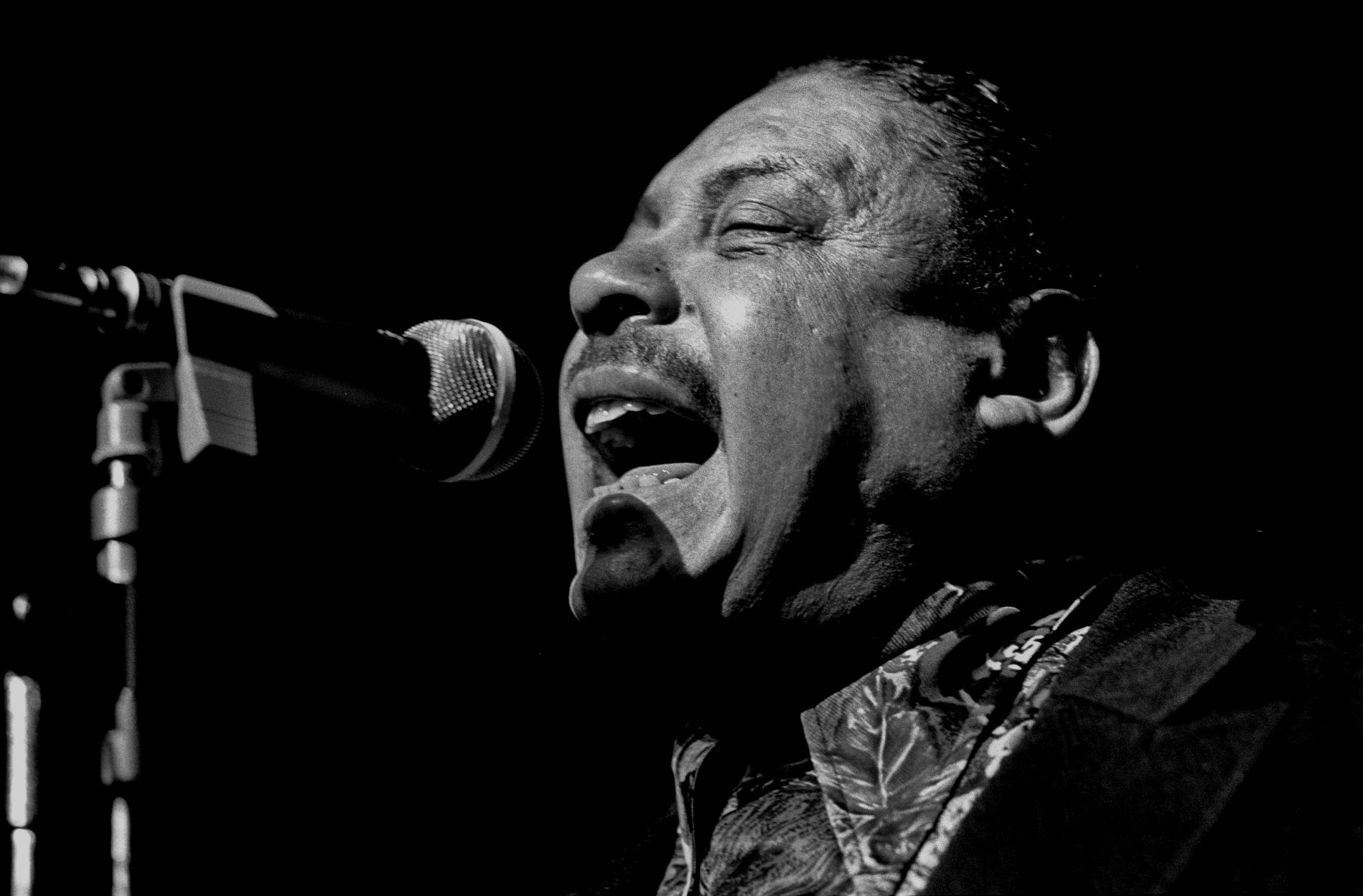

Um blues shouter (gritador de blues, em tradução literal) é um cantor de blues capaz de cantar com uma banda, sem necessitar da sua voz ser amplificada por um microfone. O cantor deve projetar a sua voz, "gritar" ou "berrar" para ser ouvido enquanto a bateria e outros instrumentos musicais da banda tocam. O grito do blues foi um caminho seguido também pelo jazz e pelo rock and roll. É ainda popular depois do advento do microfone.
Notáveis blues shouters:
- Big Joe Turner [2]— cujo estilo mudou radicalmente entre "Roll 'Em Pete" (1938) e "Shake, Rattle and Roll" (1954) — Turner foi argumentalmente o maior expoente da arte.
- H-Bomb Ferguson[3]
- Wynonie Harris[4]
- Signe Toly Anderson foi um blues shouter antes de se juntar ao Jefferson Airplane[5]
- Eddie "Cleanhead" Vinson, uma combinação não usual de blues shouter e tocador de sax alto de bebop.[6]
- Walter Brown, da orquestra Jay McShann.
- Jimmy Witherspoon, que também apareceu com McShann.
- Jimmy Rushing, blues shouter com Count Basie.[1]